# Thác Gò Lào

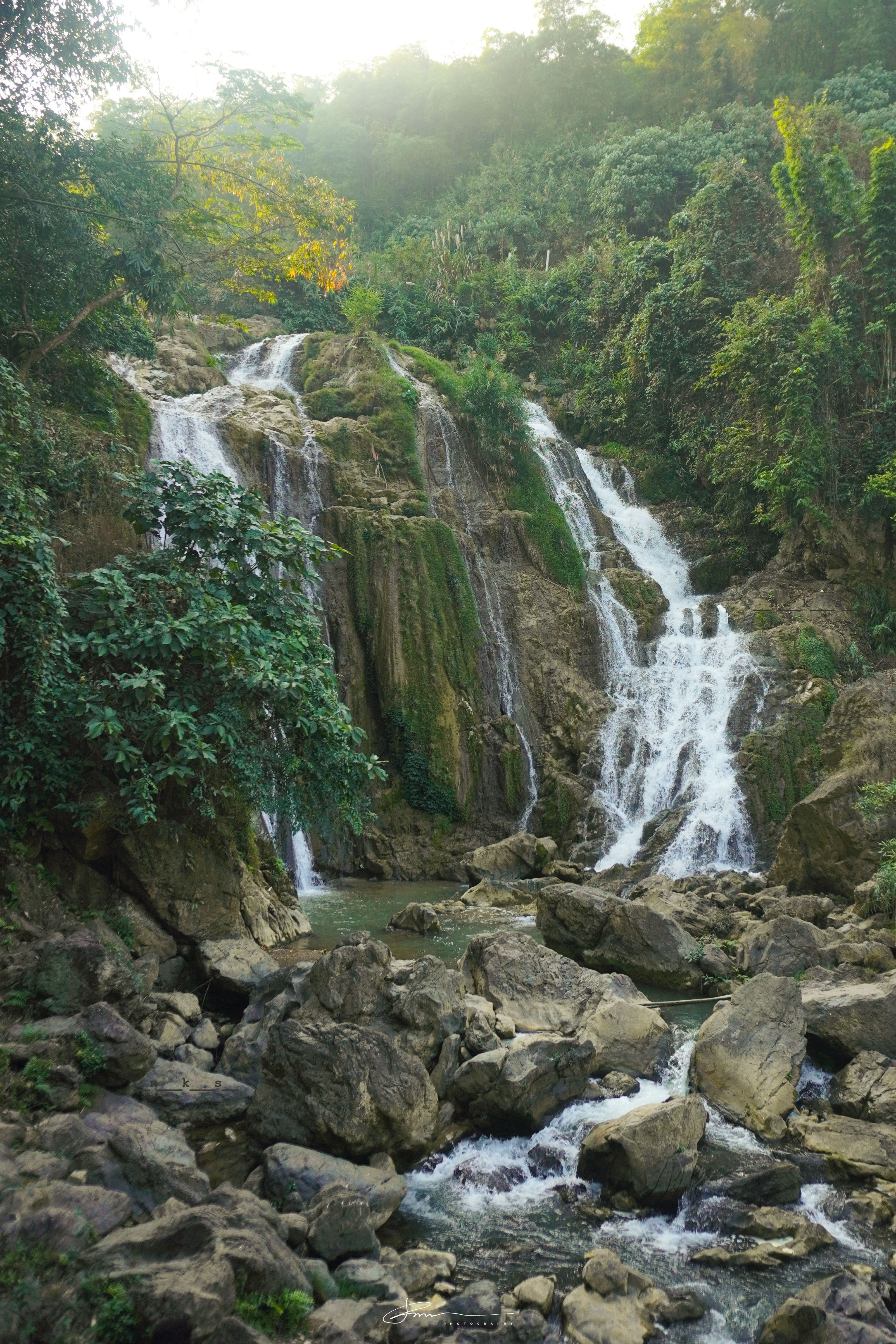
Thác Gò Lào

Thác Gò Lào, còn gọi là thác Gò Mu hay thác Ba Khan, là thác nước trên suối Thung Cang ở vùng đất xã Phúc Sạn huyện Mai Châu tỉnh Hòa Bình, Việt Nam.
Thác ở giáp ranh giữa xóm Gò Lào và xóm Gò Mu, trong đó xóm Gò Mu ở phía hạ lưu thác và sát với bờ hồ thủy điện Hòa Bình.
Dòng thác phân thành 3 dòng chảy trên vách đá dựng đứng trên suối trong một cánh rừng nguyên sinh xanh tốt. Tuy nhiên đường đến thác còn hoang sơ, thích hợp cho người ưa khám phá mạo hiểm.

## Vị trí
Thác Gò Lào ở gân bờ nam hồ Thủy điện Hòa Bình, cách thị trấn Mai Châu 20°39′42″B 105°04′56″Đ / 20,661756°B 105,082354°Đ cỡ 11 km hướng bắc.
Từ phía thành phố Hòa Bình có thể tiếp cận vùng thác bằng đường bộ và đường thủy. Đi đường bộ thì theo Quốc lộ 6 đến Ngã ba Đồng Bảng 20°43′13″B 105°03′21″Đ / 20,720267°B 105,055968°Đ xã Tòng Đậu, thì chuyển sang theo đường địa phương cỡ 2,5 km.
Theo đường thủy thì đi tàu du lịch từ cảng Thủy điện Hòa Bình tới cảng Bãi Sang 20°44′54″B 105°03′17″Đ / 20,748309°B 105,054729°Đ xã Phúc Sạn.